# S.P. (album)
S.P. – album wydany w roku 1996 przez wytwórnię S.P. Records, jedno z pierwszych oficjalnie wydanych w Polsce wydawnictw z muzyką rap i hip-hop. Na kompilacji znalazły się pierwsze utwory wykonawców, którzy później nagrali pełne płyty i zdobyli popularność, takich jak Kaliber 44 i Wzgórze Ya-Pa 3. Utwór Ogórek grupy Funk Jello był parodią piosenki Scyzoryk Liroya.

## Lista utworów
Źródło.
1. Black Scraatch – Upojenie
2. Kaliber 44 – Do boju Zakon Marii
3. 1 Killa Hertz – Wyłącz mikrofon
4. Funk Jello – Ogórek
5. Kobas Laksausmesmake – Twoja głupota przerosła ciebie
6. Sa-Prize – Gangsta story
7. Wzgórze Ya-Pa 3 – Pale-nie
8. Trials X – Czujee się lepiey
9. Kazik – Krotex
10. Born Juices – Gangsta
11. Southcentral – Let me represent
12. Adam Bielak – Będę artystą
13. Sekator – Dub dealer roots rapping k.fucking